# Giorgio Cigliana
Giorgio Cigliana (Castellamonte, 13 marzo 1857 – Firenze, 8 ottobre 1919) è stato un generale italiano distintosi durante la guerra italo-turca. Prese successivamente parte alla prima guerra mondiale, dove comandò l'XI Corpo d'armata partecipando a tutte e dieci le Battaglie dell'Isonzo. Nel maggio 1917, al termine dalla decima battaglia dell'Isonzo, fu trasferito al comando del Corpo d'armata di Napoli e, dopo la fine della guerra, a quello di Firenze.

## Biografia

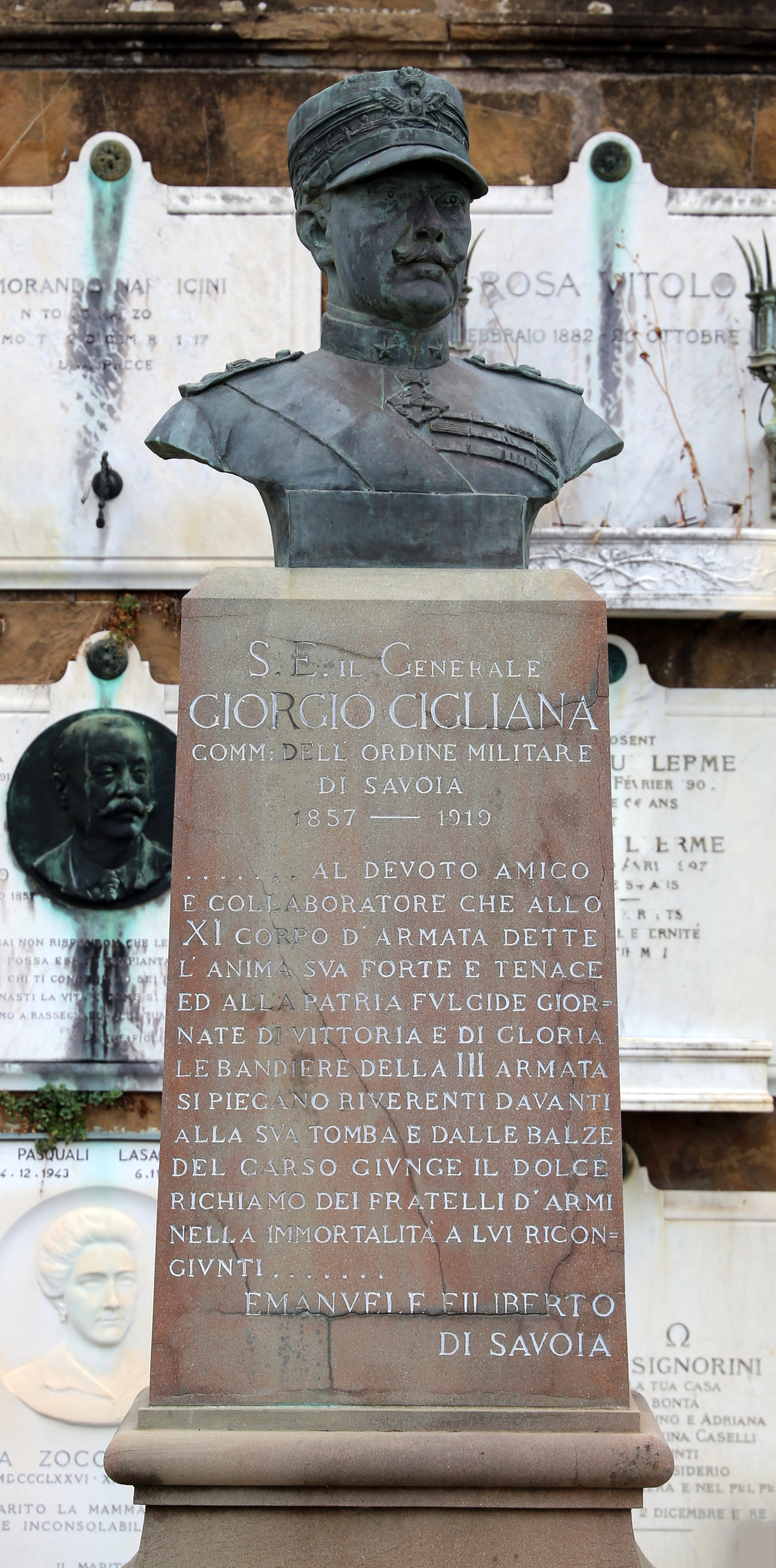
Monumento funebre del generale Giorgio Cigliana.

Nacque a Castellamonte (provincia di Torino) il 13 marzo 1857, ed iniziò a frequentare l'Regia Accademia Militare di Modena nel 1872, uscendone con il grado di sottotenente nel 1875, assegnato al 4º Reggimento bersaglieri.  Nel 1882, dopo aver frequentato la Scuola di guerra fu promosso capitano, assegnato al 1º Reggimento bersaglieri, e fu trasferito dapprima a Chieti e quindi a Roma per il periodo di esperimento, e poi nel Corpo di Stato maggiore.
Promosso maggiore nel 1890, venne assegnato al 72° Reggimento fanteria, continuando brillantemente la sua carriera militare, tanto che il 7 giugno 1906 fu nominato generale di brigata, ed assunse il comando della Brigata fanteria "Siena" di stanza a Cuneo e, poi, della 1ª Brigata alpina. Nel 1910 fu nominato Ispettore delle Truppe Alpine a Roma, conservando l'incarico anche dopo la promozione, l'11 giugno 1911, a generale di divisione. 
Nel 1913 fu nominato Comandante delle truppe della Tripolitania assumendo, nell'ottobre 1914, l'incarico di Governatore della Colonia in sostituzione del generale Vincenzo Garioni.
Prima di rientrare in Italia per assumere, in quanto promosso generale di corpo d'armata,  il comando dell'XI Corpo d'armata con Quartier generale a Bari, scrisse ed inviò al Ministero degli esteri una lunga relazione che illustrava i pericoli a cui andava incontro la Colonia.
Con l'entrata in guerra dell'Regno d'Italia, il 24 maggio 1915, al comando dell'XI Corpo d'armata operante alla dipendenze della  3ª Armata agli ordini di S.A.R. Emanuele Filiberto di Savoia Duca d'Aosta, passò il confine con l'Austria-Ungheria attaccando le difese nemiche sul Carso. Alla testa della sua unità prese parte a tutte e dieci le battaglie dell'Isonzo, sempre schierato sulla sinistra della 3ª Armata, urtando dapprima contro le formidabili difese del Monte San Michele,  e poi operando nell'aspro e desolato settore settentrionale del Carso, oltre il Vallone. Il 29 maggio 1916 (quinta battaglia dell'Isonzo) gli austriaci attaccarono usando i gas asfissianti ed in meno di due ore il Regio Esercito ebbe 2.700 morti e 4.000 intossicati. Portatosi a ridosso della prima linea, rincuorò i superstiti riuscendo infine a respingere l'attacco nemico.
Nell'agosto dello stesso anno l'XI Corpo d'armata riuscì a conquistare il Monte San Michele e ad affacciarsi sulle quote ad est del Vallone.
Nella settima, ottava e nona battaglia dell'Isonzo, combattute nella seconda metà del
1916, le truppe dell'XI Corpo d'armata giunsero oltre il Veliki Kriback e il Dosso Faiti. Dopo la decima battaglia dell'Isonzo (maggio 1917) lasciò il comando dell'XI Corpo d'armata Il 23 agosto 1917 assunse il comando del Corpo d'armata di Napoli, e dopo la fine della guerra, il 5 gennaio 1919 di quello di Firenze. In tale città si spense improvvisamente l'8 ottobre dello stesso anno, venendo sepolto nel Cimitero monumentale delle Porte Sante a San Miniato.

### Annotazioni
1. ↑  Oltre ad elencare i pericoli che si stavano avvicinando, descrisse ed illustrò secondo il suo punto di vista, le proposte più urgenti da adottare in campo militare, modificando la dislocazione dei presidi più interni, maggiormente soggetti alle azioni dei ribelli e destinati a restare isolati in caso di pericolo. Il Ministero prese meramente atto della situazione descritta ma non ne condivise le previsioni, purtroppo pochi mesi dopo la situazione militare in Libia precipitò. I ribelli distrussero completamente alcuni presidi interni, tanto che l'occupazione italiana si ridusse alla sola zona costiera.
2. ↑  L'XI Corpo d'Armata, forte inizialmente della 21ª e 22ª Divisione, fu progressivamente rafforzato tanto che nel corso dell'offensiva del 1916 arrivò a contare ben 5 Divisioni.
3. ↑  Per questa impresa il generale Cigliana fu decorato con il titolo di Commendatore dell'Ordine Militare di Savoia.
4. ↑  Sotto il comando del generale Cigliana tale unità fu citata per ben tre volte nei bollettini di guerra del Comando Supremo mentre altre azioni della truppe appartenenti al Corpo d'armata erano state citate in altri 5 bollettini di guerra.
5. ↑  Il comandante della 3ª Armata, Emanuele Filiberto di Savoia Duca d'Aosta scrisse alla vedova: Con cuore angosciato esprimo a Lei e Famiglia le più vive espressioni di cordoglio per la dolorosa perdita del generale Cigliana, mio devoto collaboratore e caro amico. Le bandiere della Terza Armata si piegano riverenti davanti alla tomba dell'antico Comandante dell'XI Corpo cui dalle insanguinate balze del San Michele e del martoriato Faiti giunge il dolce richiamo dei fratelli di armi oggi a lui ricongiunti nella immortalità e nella gloria. Emanuele Filiberto di Savoia.
6. ↑  Situato sopra Piazzale Michelangelo.

### Fonti
1. 1 2 3 4 5 6  Cigliana, Cigliana 2012, p. 22.
2. 1 2 3 4 5  Bianchi 2012, p. 65.
3. ↑  Del Boca 1986, p. 263.
4. ↑  Del Boca 1986, p. 270.
5. ↑  Cavaciocchi, Ungari 2014, p. 53.
6. ↑  Cavaciocchi, Ungari 2014, p. 49.
7. ↑  Cavaciocchi, Ungari 2014, p. 59.
8. 1 2 3 4  Bianchi 2012, p. 66.
9. ↑  Cavaciocchi, Ungari 2014, p. 126.
10. 1 2 3 4 5 6 7 8 9 10 11 12  Cigliana, Cigliana 2012, p. 23.